# Dachloser Dialekt
Als dachlosen Dialekt bezeichnet man eine Sprachvarietät, die zwar linguistisch als Dialekt bezeichnet werden kann, zu der jedoch (noch) keine entsprechende Hoch- bzw. Standardsprache existiert, oder deren Sprecher keinen Bezug zu ihr haben. In der Regel war der Bezug in der Vergangenheit gegeben, es sei denn, die Trennung fand vor der Kodifizierung der Standardsprache statt. Vor Entstehung (moderner) Massenmedien waren dachlose Dialekte häufiger; in unserer Zeit rechnen sich die meisten Sprecher von Dialekten einer Hochsprache zu und beherrschen diese mehr oder minder. Die Sprecher dachloser Dialekte beherrschen meist die/eine standardsprachliche Varietät einer anderen Sprache. So sprechen die Roma der Slowakei in der Regel neben ihrer dachlosen Variante des Romani auch Slowakisch. Ein Dialekt ist daher dann dachlos, wenn die Sprecher die Sprache, von der der Dialekt stammt, nicht beherrschen.

## Variationen
Grundsätzlich sind drei Varianten zu unterscheiden:
1. Die entsprechende Standardsprache ist (noch) nicht kodifiziert. Beispiele: Das Mazedonische bis in die 1940er Jahre, das Romani bis heute.
2. Die entsprechende Standardsprache ist kodifiziert, jedoch ist der Dialekt, z. B. durch geographische Entfernung, von ihr abgetrennt, so dass er sich selbstständig entwickelt. Aufgrund moderner Kommunikationswege gibt es diese Variante heute kaum mehr. Beispiel: Das Albanische in Süditalien bis Anfang des zwanzigsten Jahrhunderts.
3. Die entsprechende Standardsprache ist kodifiziert, jedoch nehmen die Sprecher des Dialektes sie nicht als ihre Standardsprache an. Beispiel: die Arvaniten in Griechenland, die einen Dialekt des Albanischen sprechen, denen aber nur entfernt bewusst ist, dass ihre Sprache mit dem Standardalbanischen verwandt ist.[2]

Ein wichtiges Kriterium ist, dass der Dialekt nicht als Standardsprache ausgebaut wurde. Demnach gibt es grundsätzlich zwei Möglichkeiten, wie ein dachloser Dialekt ein „Dach“ bekommen kann:
1. Der dachlose Dialekt wird einer nahestehenden Standardsprache als Dialekt zugeordnet.
2. Der dachlose Dialekt wird zu einer Standardsprache ausgebaut und bildet somit sein eigenes „Dach“ (siehe hierzu: Ausbausprache). Diesen Weg ist beispielsweise das Afrikaans der Buren in Südafrika gegangen nach dem Kontaktverlust zum damaligen Niederländischen.

Das entscheidende Kriterium, ob man den Dialekt einem „Dach“ einer Standardsprache zuordnen kann, bildet die Akzeptanz der „Dachsprache“ unter den Sprechern des Dialektes. Dachlose Mundarten vermischen sich häufig mit anderen Sprachen, da sie nicht von einer Standardsprache getragen werden.
Ein aktuelles Beispiel des Ausbaus zu einer Standardsprache ist das Romani; besonders die Sprachkommission der Internationalen Romani Union versucht die Standardisierung voranzutreiben. Bis heute ist Romani aufgrund der starken Zerstreuung seiner Sprecher über ein weites Gebiet, großer regionaler Unterschiede sowie fehlender kultureller und administrativer Zentren nicht als Standardsprache kodifiziert. Die regionalen Varianten müssen daher weiterhin als dachlose Dialekte bezeichnet werden.